# Lugus (divinità)

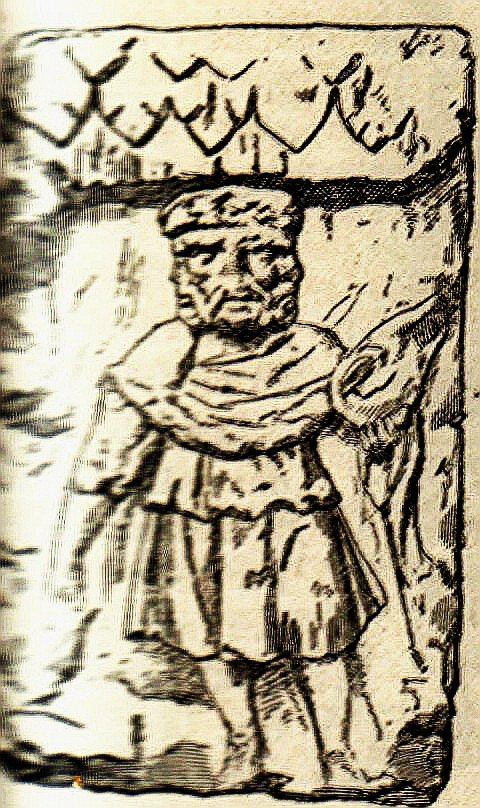
Immagine di una divinità a tre facce rinvenuta a Parigi, interpretata come un'immagine di Mercurio o di Lugus

Lugus è una divinità celtica. Il suo nome è raramente attestato direttamente nelle iscrizioni, ma la sua importanza può essere dedotta dai toponimi ed etnonimi che si ritiene derivino da esso, e la sua natura e attributi sono dedotti dall'iconografia delle iscrizioni gallo-romane dedicate a Mercurio, che è ampiamente ritenuto identificabile con Lugus, e dalle narrazioni mitologiche che riguardano i suoi affini successivi, il gallese Lleu Llaw Gyffes (Lleu dalla mano abile) e l'irlandese Lugh Lámhfhada (Lugh dal lungo braccio).

## Etimologia
L'esatta etimologia di Lugus è sconosciuta e contestata. La radice proto-celtica del nome, *lug-, è generalmente ritenuta derivata da una delle diverse radici proto-indoeuropee, come *leug- "nero", *leuǵ- "rompere", o *leugʰ- "fare un giuramento". Un tempo si pensava che la radice potesse essere derivata da proto-indoeuropeo *leuk- "brillare", ma ci sono difficoltà con questa etimologia e pochi studiosi moderni la accettano (in particolare perché il proto-indoeuropeo *-k- non diviene nel proto-celtico *-g-).

## Iscrizioni

Distribuzione delle iscrizioni dedicate a Lugus

Il dio Lugus è menzionato in un'iscrizione celtiberica a Peñalba de Villastar in Spagna. L'esatta interpretazione dell'iscrizione è dibattuta, ma essa contiene la parola Luguei, interpretata come la forma dativa singolare di Lugus.
Inoltre, il nome è attestato più volte al plurale, nella forma Lugoves in un'iscrizione di una sola parola (e potenzialmente gallica) ad Avenches, Svizzera, sul capitello di una colonna corinzia, e Lugovibus (dativo plurale) in un'iscrizione latina a Osma, Spagna. La forma Lucubo, Lucobo si trova inoltre in alcune iscrizioni in Galizia e a Nîmes, Francia.
La maggior parte delle iscrizioni conosciute dedicate a Lugus proviene dalla penisola iberica, il che indica probabilmente la particolare importanza e popolarità di questa divinità tra i celtiberi.
Un piatto di piombo inscritto trovato a Chamalières, in Francia, include la frase luge dessummiíis, che è stata interpretata da alcuni studiosi come "li preparo per Lugus", sebbene possa anche significare "giuro con/dalla mia (mano) ".

## Toponimi e etnonimi
Il nome di Lugus è presente in numerosi toponimi, come Lugdunum (celtico *Lug[u]dūnon, "forte di Lugus", la moderna Lione, Francia), capitale della provincia romana della Gallia Lugdunensis. Altri toponimi includono Lugdunum Clavatum (moderna Laon, Francia) Ligueil, e Luguvalium (moderna Carlisle, Inghilterra). È anche possibile che Lucus Augusti (l'odierna Lugo in Spagna) derivi dal teonimo Lugus, anche se un'altra etimologia probabile è lucus ("bosco sacro").
Gli etnonimi che possono derivare da Lugus includono i Luggones delle Asturie, e i Lougei, noti dalle iscrizioni a Lugo e El Bierzo.

## Identificazione con Mercurio
Giulio Cesare nel De Bello Gallico identifica sei dèi adorati in Gallia, e secondo le usuali convenzioni di interpretatio romana, fornisce i nomi dei loro equivalenti romani, piuttosto che i loro nomi gallici. Secondo Cesare Mercurio era il dio più venerato in Gallia, e lo descrive come patrono del commercio, protettore dei viaggiatori e inventore di tutte le arti. Il dio irlandese Lug, che presumibilmente deriva da Lugus, portava l'epiteto samildánach ("esperto in tutte le arti"), il che ha portato alla diffusa identificazione del Mercurio di Cesare con Lugus. L'importanza di Mercurio per i galli è supportata dalle oltre 400 iscrizioni che fanno riferimento a esso nella Gallia romana e in Gran Bretagna. Secondo Jan de Vries tuttavia una tale identificazione generale è ottimistica, e lo studioso dimostra l'inaffidabilità di qualsiasi corrispondenza uno-a-uno nell'interpretatio romana.
L'iconografia del Mercurio gallico comprende gli uccelli, in particolare i corvi e il gallo; cavalli; l'albero della vita; cani o lupi; il caduceo, o bastone da araldo sormontato da un paio di serpenti; il vischio; le scarpe (una delle dediche ai Lugoves è stata prodotta da una corporazione di calzolai, e la controparte gallese di Lugus, Lleu Llaw Gyffes, è descritta nelle Triadi gallesi come uno dei "tre calzolai d'oro dell'isola britannica"); e sacchi di denaro. È spesso armato di lancia. È spesso accompagnato dalla consorte Rosmerta, divinità celtica legata alla fertilità e all'abbondanza. A differenza del Mercurio romano, che è tipicamente un giovane, il Mercurio gallico è occasionalmente rappresentato anche come un vecchio.

## Triplismo

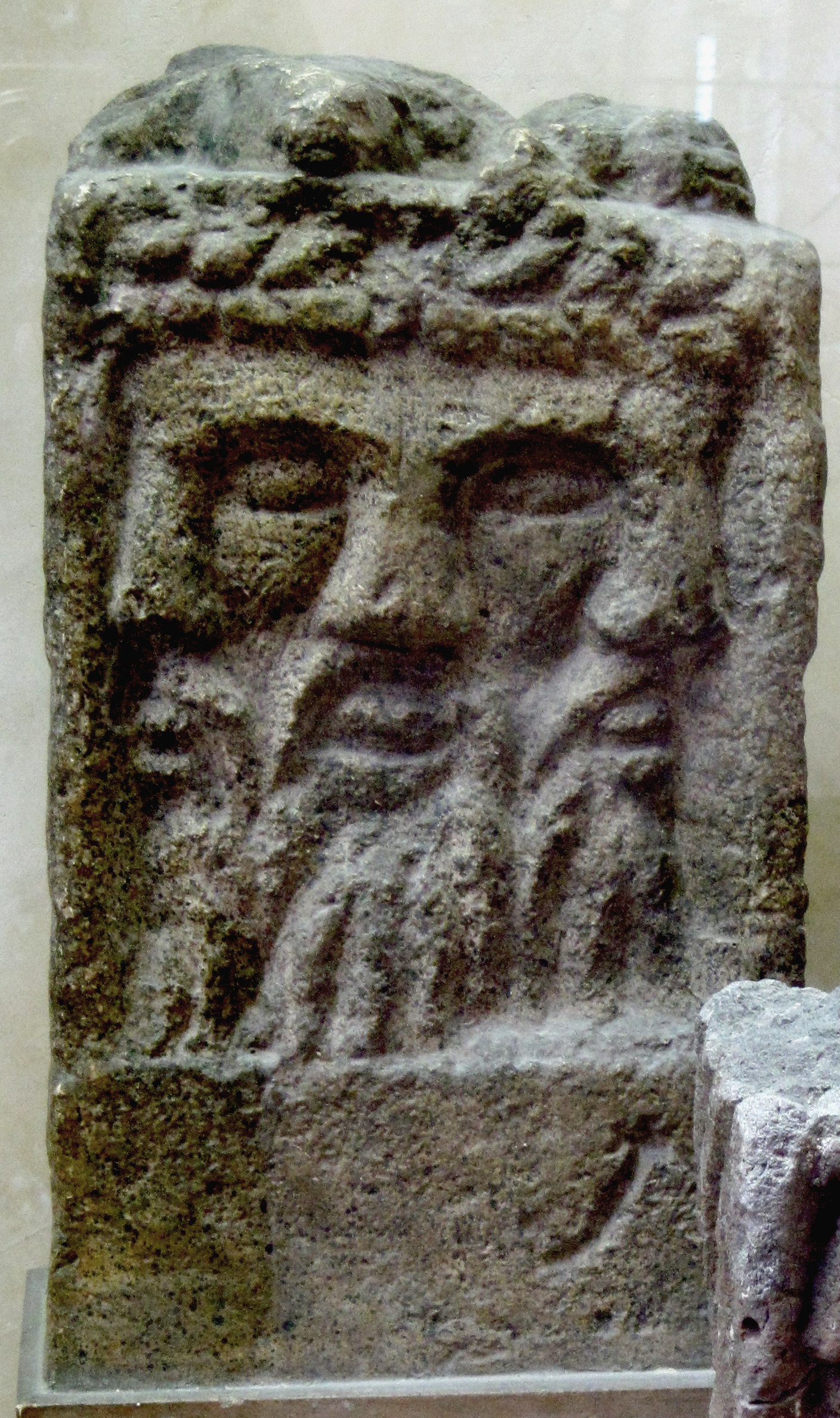
Altare scoperto a Reims.

Il Mercurio gallico è associato al triplismo: a volte è raffigurato con tre facce, altre volte con tre falli, il che può spiegare, tenendo presente l'identificazione tra Mercurio e Lugus, i riferimenti al plurale a Lugus nelle iscrizioni. La teoria trova conferma anche nel mito irlandese: in alcune versioni della storia, Lug è nato come uno di tre gemelli, e suo padre, Cian, è spesso menzionato assieme ai suoi due fratelli Cú e Cethen. Diversi personaggi chiamati Lugaid, un popolare nome irlandese medievale che si pensa derivi da Lug, mostrano riferimenti al triplismo: ad esempio, Lugaid Riab nDerg e Lugaid mac Trí Con hanno entrambi tre padri.
Ludwig Rübekeil suggerisce che Lugus fosse un dio trino, che comprendeva Esus, Toutatis e Taranis, le tre divinità celtiche principali menzionate da Lucano (il quale però non fa menzione di Lugus), e che le tribù proto-germaniche in contatto con i Celti (come i Chatti) modellarono aspetti di Lugus nel dio germanico Wōdanaz, anch'egli considerato affine a Mercurio.